# Dunkirk (town, New York)
Dunkirk è un comune (town) degli Stati Uniti d'America, situato nello stato di New York, nella contea di Chautauqua.